# Audrey Phaneuf
Audrey Phaneuf (* 24. März 1996 in Boucherville) ist eine kanadische Shorttrackerin.

## Werdegang
Phaneuf hatte international ihren ersten Erfolg bei den Juniorenweltmeisterschaften 2014 in Erzurum. Dort gewann sie mit der Staffel die Silbermedaille. Im Weltcup startete sie erstmals in der Saison 2014/15 in Shanghai und belegte dabei den 17. Platz und den achten Rang jeweils über 500 m. Im weiteren Saisonverlauf holte sie in Dresden mit der Staffel über 3000 m ihren ersten Weltcupsieg. Bei den Juniorenweltmeisterschaften 2015 in Osaka gewann sie Silber über 500 m. In der folgenden Saison kam sie bei allen Weltcups über 500 m unter die ersten Zehn, darunter Platz drei in Nagoya und erreichte damit den siebten Platz im Weltcup über 500 m. Zudem belegte sie in Nagoya mit der Staffel den dritten Platz und in Shanghai mit der Staffel den zweiten Platz. Bei den Shorttrack-Weltmeisterschaften 2016 in Seoul holte sie die Silbermedaille mit der Staffel.

## Persönliche Bestzeiten
- 500 m      43,499 s (aufgestellt am 7. Februar 2016 in Dresden)
- 1000 m    1:30,673 min. (aufgestellt am 16. August 2017 in Montreal)
- 1500 m    2:24,947 min. (aufgestellt am 16. Januar 2015 in Montreal)
- 3000 m    5:08,049 min. (aufgestellt am 18. Januar 2015 in Montreal)

## Weltcupsiege im Team
| Nr. | Datum           | Ort       |
| --- | --------------- | --------- |
| 1.  | 8. Februar 2015 | Dresden 1 |